# Marcel Bon
Marcel Bon (Villers-sur-Authie, 17 marzo 1925 – Woincourt, 11 maggio 2014) è stato un micologo francese.
Dopo aver studiato botanica e farmacologia, si focalizzò sullo studio dei funghi. Visse per buona parte della propria vita a Saint-Valery-sur-Somme, in Piccardia.
Nel 1987, avvalendosi della collaborazione di John Wilkinson e Denys Ovenden, pubblicò una guida specialistica per micologi, The Mushrooms and Toadstools of Britain and North-western Europe. Ha classificato numerose specie fungine (ad esempio Lactarius atlanticus), il cui nome scientifico è accompagnato dal cognome Bon come da convenzione. Nel corso della sua vita si dedicò anche allo sci, all'arte e al suono del pianoforte.
In botanica, l'abbreviazione standard "Bon" si riferisce a Marcel Bon.

## Pubblicazioni
- (EN) The Mushrooms and Toadstools of Britain and North Western Europe, Hodder and Stoughton, 1987.
- (FR) Les tricholomes de France et d'Europe occidentale, Parigi, Lechevalier, 1984.
- (EN) Fungorum Rariorum Icones Coloratae, Part 15: Cortinarius, Lubrecht & Cramer Ltd., 1986.
- (EN) Mushrooms and Toadstools of Britain and North-Western Europe, collana Collins Pocket Guide, Canada, HarperCollins, 2004.